# Thesium kerneranum
Thesium kerneranum är en sandelträdsväxtart som beskrevs av Simonkai. Thesium kerneranum ingår i släktet spindelörter, och familjen sandelträdsväxter. Inga underarter finns listade i Catalogue of Life.